# Bergwisent

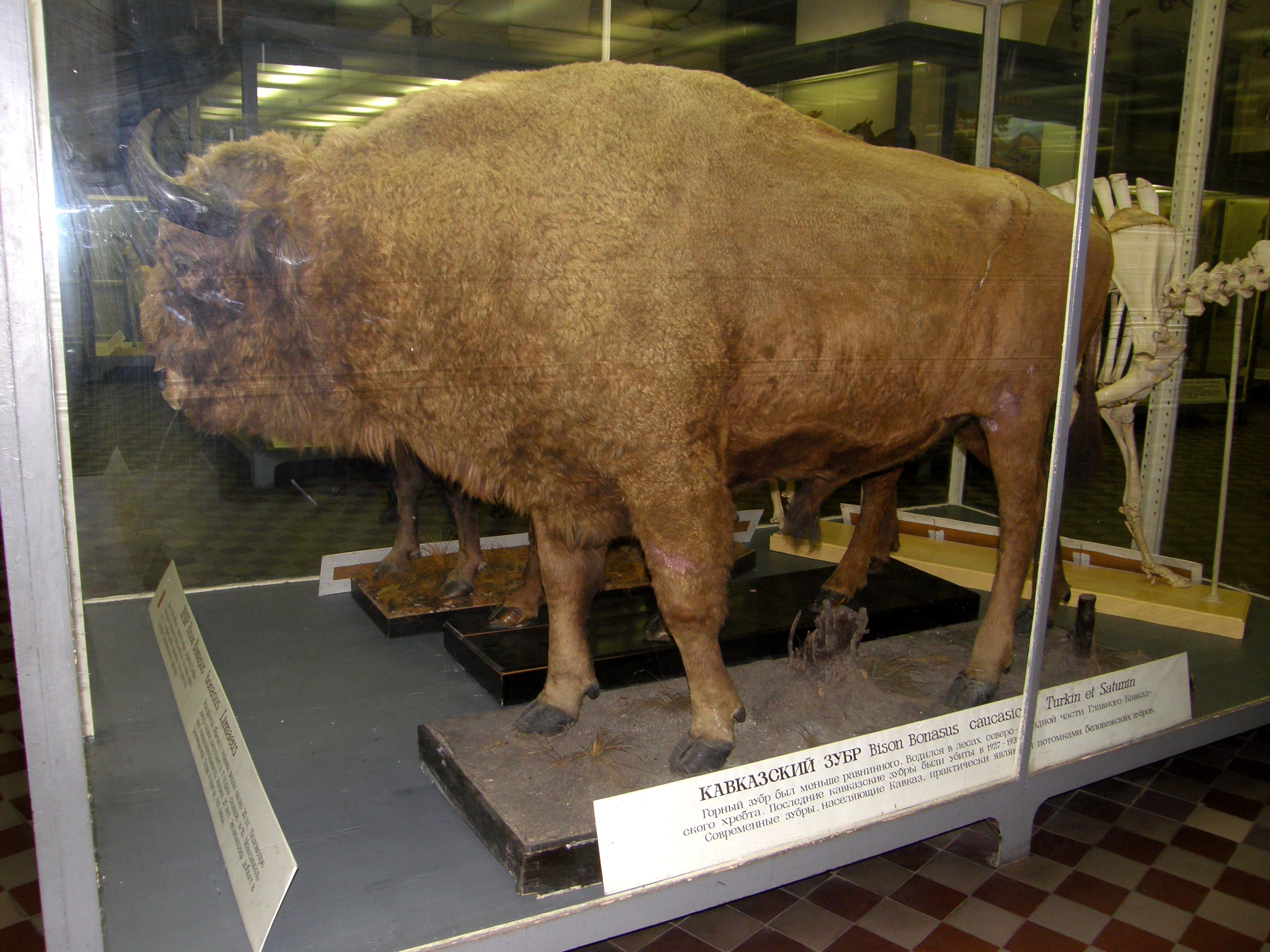
Ausgestopftes Exemplar des Bergwisents im Zoologischen Museum der Russischen Akademie der Wissenschaften

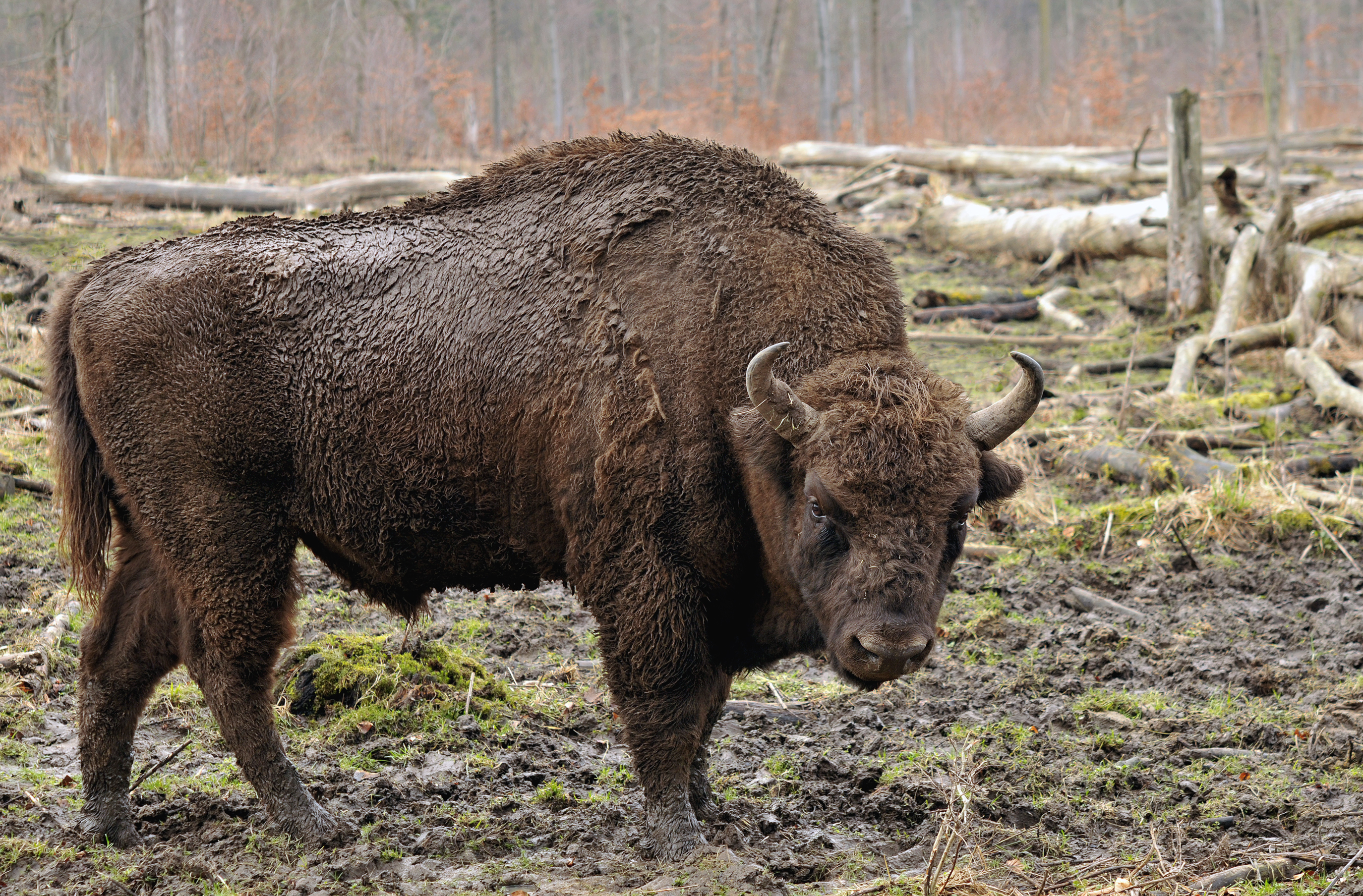
Wisent-Hybrid der Flachland-Kaukasus-Linie im Wisentgehege Springe

Der Bergwisent (Bos caucasicus, teilweise auch Bison caucasicus), auch als Kaukasus-Bergwisent oder Kaukasus-Wisent bezeichnet, ist eine ausgerottete, ehemals im Kaukasus lebende Art der Eigentlichen Rinder (Bos) und mit dem Wisent nahe verwandt. Erbgut des Bergwisents ist über einen „Kaukasus“ genannten Bullen (siehe Kaukasus (Wisent)) in zwei der drei bestehenden Zuchtlinien des Wisents – die sog. „Flachland-Kaukasus-Linie“ sowie die Hochlandlinie – eingeflossen.

## Merkmale
Der Bergwisent war kleiner als die Flachlandform. Er erreichte eine Schulterhöhe von 160 cm (gegenüber 185 cm) und ein Lebendgewicht von etwa 480 Kilogramm (in seltenen Ausnahmefällen auch darüber, von 700 bis 800 Kilogramm). Sein Fell war am ganzen Körper gelockt und auch am Vorderkörper nicht verlängert, auch die Mähne und Kinnbehaarung („Bart“) waren kürzer. Das Fell war insgesamt etwas dunkler gefärbt. Die Hufe waren auffallend kürzer, dabei aber höher und nach vorn stärker abgerundet.

## Areal
Die Art war in ihrer Verbreitung auf den Kaukasus beschränkt. In historischer Zeit war sie durch eine Verbreitungslücke von der südlichsten Population des Flachlandwisents in den Steppen am Don getrennt. Es gilt aber als wahrscheinlich, dass diese Lücke bereits auf Bejagung zurückgeht und das Verbreitungsgebiet vorher zusammenhängend war, darauf deuten auch subfossile Knochenfunde hin. Die Verbreitung war zumindest in historischer Zeit auf den Westkaukasus beschränkt; es gibt keine Hinweise auf ehemalige Vorkommen östlich der Georgischen Heerstraße (Raschīd ad-Dīn berichtet in seinem Geschichtswerk, Abaqa, Ilchan von Persien, habe in den Bergen bei Schahrud 1275/76 in den Wäldern "Bergbüffel" gejagt. Dies lässt aber ein Vorkommen in historischer Zeit bis zum Kaspischen Meer und Elburs zumindest denkbar erscheinen). Besiedelt wurde die Waldzone im Norden der Hauptkette und der nördlichen Vorgebirge ("Chernye Gory"), im Einzugsgebiet der Flüsse Kuban und Terek.

## Entdeckung und Aussterben
Sichere Nachweise für Wisente im Kaukasus liegen erst vom 18. Jahrhundert an vor, frühere Hinweise sind verstreut und unsicher. Bereits Ende des 19. Jahrhunderts lagen alle verbliebenen Nachweise im Kuban-Gebiet, zwischen den Oberläufen der Nebenflüsse Beloe und Laban. Um 1890 wurde der Bestand auf ca. 450 bis 500 Tiere (maximal 700) abgeschätzt. Letztes Rückzugsgebiet war das hier liegende große Jagdreservat der Zaren. 1910 schätzte Filatov den Bestand noch auf „einige Hundert“. Als nach dem Ersten Weltkrieg und in der Revolutionszeit die staatliche Autorität zusammenbrach, fiel der verbliebene Bestand Wilderern zum Opfer. Zum Niedergang trug außerdem ein Ausbruch der Maul- und Klauenseuche bei, die mit Rindern eingeschleppt worden war. 1920 sollen noch 50 Tiere am Leben gewesen sein. Die Einrichtung des Schutzgebiets im Jahr 1924 kam zu spät, um den Bestand zu retten. Das letzte frei lebende Tier fiel 1926 (nach anderen Angaben 1927) am Berg Alousa einem Wilderer zum Opfer.

## Systematik
Die Einstufung als Art Bos caucasicus für den Bergwisent wird von den meisten Säugetierkundlern als gültig anerkannt. Allerdings gibt es auch gegenteilige Meinungen, die für die Population diesen Rang nicht für gerechtfertigt halten. So wird im Handbuch „Mammal Species of the World“ caucasicus als Synonym der Nominatform des Wisents Bos bonasus betrachtet. Teilweise galt der Bergwisent auch als Unterart des Wisents, eine Revision der Hornträger aus dem Jahr 2011 sieht ihn jedoch als eigenständige Art an.